# Safe Passage
Safe Passage ist ein Filmdrama von Robert Allan Ackerman aus dem Jahr 1994. Es ist eine Verfilmung des gleichnamigen Romans von Ellyn Bache.

## Handlung
Margaret Singer hat sieben Söhne, von denen nur noch der 14-jährige Simon bei den Eltern wohnt. Ihre Ehe mit dem Workaholic Patrick steckt in einer Krise.
Die Singers erfahren eines Tages aus den Nachrichten, dass Terroristen im Nahen Osten einen Bombenanschlag verübt haben – in dem Ort, in dem einer der Söhne als Marine dient. Sie machen sich Sorgen um den jungen Mann. Während die Familie auf neue Nachrichten wartet, rückt sie näher zusammen.

## Kritiken
Roger Ebert kritisierte, das Drama ziehe sich in die Länge. Seine Formel sei 'vorhersehbar'. Der Kritiker lobte Susan Sarandon, die sich als Schauspielerin ständig weiterentwickle.